# Лопес, Иван
Иван Леонардо Лопес Литх (исп. Iván Leonardo López Litch; род. 19 сентября 1975, Богота, Колумбия) — колумбийский футболист, защитник сборной Колумбии.

## Клубная карьера
Лопес известен в основном по выступлениям за «Санта-Фе», куда он перешёл в 1999 году из «Индепендьенте Медельин». В команде он провел три сезона став одним из лидеров обороны и получил вызов в национальную сборную. В 2002 году Иван перешёл в «Америку» из Кали, но уже через год вернулся в «Санта-Фе». В 2005 году он подписал контракт с многократным чемпионом страны «Мильонариосом». Отыграв сезон Лопес получил серьёзную травму после, которой он так и не смог выйти на прежний уровень. Иван пытался реанимировать карьеру в клубе второго дивизиона чемпионата Эквадора «Депортиво Асогус». В 2009 году он пытался восстановить карьеру в «Атлетико Букараманго», но так и не сыграл и матча за команду. На профессиональном уровне Иван прекратил выступления в возрасте 28 лет.

## Карьера в сборной
В 1999 году Лопес дебютировал за сборную Колумбии. В 2000 году в составе национальной команды он отправился на первый свой крупный турнир Золотой кубок КОНКАКАФ. На турнире он принял участие в матче против сборной Гондураса и выиграл серебряные медали соревнования.
В 2001 году Иван попал в заявку сборной на участие в Кубка Америки. В составе национальной команды он стал обладателем трофея.

## Достижения
В сборной
 Колумбия
- Кубок Америки — 2001
- Золотой кубок КОНКАКАФ — 2000